# Важка атлетика на літніх Олімпійських іграх 2024 — до 71 кг (жінки)
Змагання з важкої атлетики в категорії до 71 кілограма серед жінок на літніх Олімпійських іграх 2024 у Парижі відбудуться 9 серпня на Арені Південний Париж.

## Рекорди
Перед цими змаганнями чинні світовий та олімпійський рекорди були такі:
| Світовий рекорд     | Ривок   | Анхі Паласіос (ECU)   | 121 кг | Гавана, Куба               | 14 червня 2023  |  |
| Світовий рекорд     | Поштовх | Сон Кук Хян (PRK)     | 154 кг | Ташкент, Узбекистан        | 7 лютого 2024   |  |
| Світовий рекорд     | Загалом | Ляо Ґуйфан (CHN)      | 273 кг | Ер-Ріяд, Саудівська Аравія | 13 вересня 2023 |  |
|                     |         |                       |        |                            |                 |  |
| Олімпійський рекорд | Ривок   | Олімпійський стандарт | 115 кг | —                          |                 |  |
| Олімпійський рекорд | Поштовх | Олімпійський стандарт | 148 кг | —                          |                 |  |
| Олімпійський рекорд | Загалом | Олімпійський стандарт | 265 кг | —                          |                 |  |

Під час змагань встановлено такі рекорди:
| Категорія | спортсменка         | Новий рекорд | Тип |
| --------- | ------------------- | ------------ | --- |
| Ривок     | Анхі Паласіос (ECU) | 116 кг       | OR  |
| Ривок     | Олівія Рівз (USA)   | 117 кг       | OR  |

## Результати
| Місце | Спортсменка      | Країна                           | Ривок (кг) | Ривок (кг) | Ривок (кг) | Ривок (кг) | Поштовх (кг) | Поштовх (кг) | Поштовх (кг) | Поштовх (кг) | Сума |
| Місце | Спортсменка      | Країна                           | 1          | 2          | 3          | Результат  | 1            | 2            | 3            | Результат    | Сума |
| ----- | ---------------- | -------------------------------- | ---------- | ---------- | ---------- | ---------- | ------------ | ------------ | ------------ | ------------ | ---- |
| 1     | Олівія Рівз      | США (USA)                        | 112        | 115        | 117        | 117 OR     | 140          | 145          | 150          | 145          | 262  |
| 2     | Марі Санчес      | Колумбія (COL)                   | 108        | 112        | 112        | 112        | 135          | 140          | 145          | 145          | 257  |
| 3     | Анхі Паласіос    | Еквадор (ECU)                    | 110        | 114        | 116        | 116        | 135          | 138          | 140          | 140          | 256  |
| 4     | Сюзанна Володько | Допущені нейтральні атлети (ANA) | 108        | 111        | 113        | 111        | 135          | 140          | 142          | 135          | 246  |
| 5     | Марі Фег         | Франція (FRA)                    | 110        | 110        | 114        | 110        | 132          | 133          | 138          | 133          | 243  |
| 6     | Чен Вен Хуей     | Китайський Тайбей (TPE)          | 102        | 103        | 106        | 103        | 133          | 139          | 140          | 133          | 236  |
| 7     | Джой Оґбонн Езе  | Нігерія (NGR)                    | 95         | 101        | 105        | 101        | 120          | 127          | 131          | 131          | 232  |
| 8     | Аманда Шотт      | Бразилія (BRA)                   | 100        | 104        | 106        | 106        | 117          | 123          | 131          | 123          | 229  |
| 9     | Німа Саїд        | Єгипет (EGY)                     | 97         | 101        | 102        | 97         | 120          | 125          | —            | 125          | 222  |
| 10    | Жаклін Нішель    | Австралія (AUS)                  | 90         | 94         | 98         | 94         | 115          | 120          | 120          | 115          | 209  |
| —     | Лоредана Тома    | Румунія (ROU)                    | 111        | 115        | 117        | 115        | 131          | 133          | 134          | —            | DNF  |
| —     | Ванесса Сарно    | Філіппіни (PHI)                  | 100        | 100        | 100        | —          | —            | —            | —            | —            | DNF  |